# Maldivernes flag
Maldivernes flag er rødt med en stor grøn firkant med en hvid halvmåne i midten. Flaget blev taget i brug 25. juli 1965.